# Тім Бертон
Ті́моті Волтер Бертон (англ. Timothy Walter Burton, нар. 25 серпня 1958, Бербанк, Каліфорнія, США) — американський кінорежисер, мультиплікатор, письменник, художник, відомий ексцентрик та естет. Майстер сучасного видовищного кіно, що зазвичай ґрунтується на чорному гуморі. Особливою пошаною користується серед представників готичної субкультури. Брат художника Денієла Бертона

## Життєпис

### Дитинство та навчання
Тімоті Волтер Бертон (використовується скорочений варіант Тім Бертон) — народився 25 серпня 1958 року в Бербанку, Каліфорнія, США. Був першою дитиною в родині Білла (гравець другорядної ліги бейсболу та спортивний координатор паркового управління — англ. Burbank Park and Recreation Department) та Джин (менеджер магазину) Бертон. Також батьки були власниками невеличкої крамнички сувенірів Cats Plus (продавали товари, пов'язані із котячою тематикою).
Будинок Бертонів у районі 2000 на Евергрін Стріт (Evergreen Street) зберігся досі. Він розташований поблизу аеропорту Бербанку та кладовища Вальгалла (Valhalla Cementary).
Пізніше Бертон зобразить власне бачення свого рідного міста у кінострічці «Едвард Руки-ножиці».

Із раннього дитинства Тім відчуває себе чужим у Бербанку: 
|  | Якщо ти виріс у передмісті, це означає, що ти провів дитинство в такому місці, де нема відчуття історії, відчуття культури, де повністю відсутні які-небудь пристрасті. Не пам'ятаю, щоб комусь подобалася музика. І ніякого прояву емоцій. Все було дуже дивно. «Чому ця річ тут?», «На чому я сиджу?» — ти ніколи не відчував якогось зв'язку із предметами. Тебе примушували або пристосуватися або відмовитися від значної частини своєї особистості, або створити свій дуже міцний внутрішній світ, де ти міг би відчувати себе ізольованим від інших |

Батьки з невідомих причин заложили цеглою всі вікна в кімнаті сина, залишивши невеликі отвори для світла.
У шкільні роки грає за шкільну команду з водного поло. Але на відміну від більшості однокласників, проводить час на самоті, слухає панк-рок та захоплюється кіно. Репертуар кінотеатрів, що він відвідує, обмежується другосортними фільмами жахів та фантастикою. Якийсь час Тім мріяв стати актором, «що керував гумовим монстром Годзиллою» із японських фільмів. Пізніше захоплюється роботами Рея Харріхузена, починає робити власні лялькові мультфільми — зараз вони або загублені, або вважаються такими.
Тім Бертон згадував, що зростав на таких стрічках, як «Мозок, який не хоче помирати» («The Brain That Wouldn't Die») (1962), де герой із відірваною рукою замащував кров'ю стіни. Проте хлопець ніколи не вважав такі речі негативними. «Я вважаю, ці речі, що не спираються на реальність, є катарсисом» «I find that stuff, when it's not rooted in reality, to be cathartic.»
Із дитинства Тім обожнював кладовища. Він не розумів, чому інші бояться їх, оскільки в його розумінні кладовище — спокійне, тихе, безпечне місце. У родинному склепі мешкали кажани, яких він навіть намагався годувати; також Бертон замальовував черепи, які траплялися йому там.
Полюбляє малювати. Якось навіть виграв міський конкурс на малюнок, який заохочував би мешканців містечка не смітити на вулицях.
У 15 років залишив батьківський будинок та мешкав у бабусі, сплачуючи гроші за свою кімнату та стіл.
Після закінчення школи у 1976 році вступив до Каліфорнійського інституту мистецтв (англ. Cal Arts) на факультет анімації. Часто заміняє навчання на знімання короткометражних фільмів на задані матеріали. До цього етапу життя відносяться, наприклад, «Гудіні» та «Згубний лікар», що втрачені та анімаційна стрічка «Слідами монстра-селери».
Щодо «Гудіні», Бертон згадував, що у школі на екзамен треба було написати твір на 20 сторінок про книжку «Гаррі Гудіні», проте він вирішив зняти фільм на її основі. Для знімання він прив'язав себе до залізниці. Звісно, Бертон визнавав, що це несерйозна робота, проте вона справила враження на вчителів, і учень отримав найвищу оцінку «А». Тоді він, можливо, вперше задумався над своїм майбутнім як кінорежисера.

Юнак мав багато сподівань щодо інституту. Та вони не справдилися, оскільки Бертон не вписувався в «діснеївську» школу: 
|  | Мені не вдавалися малюнки з натури — я не міг малювати симпатичних лисичок, мої лисички виглядали так, ніби їх переїхала машина. Я малював персонажів без очей, а Діснею потрібні були великі та плаксиві очі. Діснею подобалися м'які та плавні лінії, а мої лінії були грубими та уривчастими |

Проте згодом Бертон змінив своє відношення до малювання: він вважає, що кожна дитина вміє малювати, просто дорослі переконують дітей, що так малювати не можна, нав'язують їм свої «загальноприйняті точки зору». Тому він перестав слухатися інших і малював так, як вважав за потрібне. А на особливо важких для нього заняттях із малювання він дрімав, спираючись на олівець, який тримався в отворі на парті: довколишні вважали, що Бертон просто замислився над своєю роботою.

### Робота в Disney Studios та перші фільми
У 1978 році Тім Бертон почав працювати спочатку дизайнером персонажів, далі — аніматором на студії Уолт Діснея. Першою серйозною роботою Бертона вважається мультфільм «Володар перснів» Ральфа Бакші. Також бере учать у створенні стрічок «Лис і мисливський пес» (1981), «Чорний казанок» (1985), першого фільму з активним використанням комп'ютерної графіки «Трон» (1982). До цього ж періоду відноситься створення останнього «незалежного» фільму Бертона — «Луау — вечірка по-гавайськи» (тривалий час про цей фільм не було нічого чутно, проте пізніше Бертон в одному інтерв'ю казав, що заради розваг зняв із друзями фільм про мексиканського монстра, іншопланетянина та серфера).
Пізніше Бертон порівнюватиме свою роботу у Діснея зі службою у збройних силах.

Бертон був дивакуватим працівником: 
|  | …бувало подовгу сидів у комірчині або ж сідав на стіл, а то і під стіл. Деколи витворяв взагалі щось неймовірне: якось вирвав у себе зуб мудрості і забризкав своєю кров'ю весь коридор |

Не звільняли Тіма лише тому, що він працював старанно, багато і швидко.
Деякі роботи Бертона так і не досягнуть завершальної стадії. Наприклад, його фільм про дітей напередодні Хелловіна «Treak or treat» (Цукерки або смерть) так і залишиться на етапі розробки концепцій персонажів.
У 1982 році, спеціально для японського відділення Disney Channel Бертон виступає режисером екранізації казки «Гензель та Гретель».
Коли після роботи над «Лис і Мисливський пес» (1981) Бертон впевнився, що головна лінія робіт Disney відрізняється від його бачення, студія дозволяє йому працювати над власним проєктом. Так з'являється шестихвилинний готичний мультфільм «Вінсент» (1982), пізніше — 27-хвилинний «Франкенвіні»(1984). Проте Disney відмовляються випускати на екрани власні мультфільми Бертона через невідповідність іміджеві дитячого каналу: вони були визнані непридатними для перегляду дітьми. Тому стрічка «Франкенвіні» вийшла у кінопрокат лише у 1992 році.
В той самий час Тім Бертон знайомиться із першою своєю постійною подругою Джулі Хіксон (фотограф). Під її впливом було знято більшість ранніх фільмів Бертона. Також Джулі брала участь у розробці нарисів до «Бетмена».

### Початок «великого» кіно («Велика пригода Пі-Ві»,«Бітлджус», «Бетмен»)
Проте, на відміну від студії Disney, відомому коміку Полові Рубенсу роботи Бертона сподобалися. Він доручив Бертону знімати повнометражний фільм «Велика пригода Пі-Ві». Під час праці над стрічкою Бертон знайомиться із композитором Денні Ельфманом. Із цього часу він стає майже постійним композитором фільмів Бертона.
Фільм «Велика пригода Пі-Ві» — кінострічка про коротуна, що не хоче виходити із дитячого віку. Робота мала неабиякий комерційний успіх. Бюджет фільму становив 7 млн дол. США, а зібрав він 40 млн дол. США. Після цього студія Warner Bros. вирішує співпрацювати із кінорежисером-початківцем, що працює над фільмом про людину-кажана. Однак переробка первинного варіанту сценарію затягнулася, тому знімання фільму відклали на невідомий час.
Тоді Бертон як режисер бере участь у проєктах «Аладдін і чарівна лампа», «Горщик».
Контракт, що було укладено зі студією, зобов'язує Бертона працювати над зніманням одного фільму. Проте молодий кінорежисер відмовляється від другосортних комедій і створює фільм «Бітлджус» (1988), що також несподівано стає надзвичайно популярним і успішним в комерційному плані. Після цього Тім Бертон, що заробив собі славу режисера, що знімає успішні фільми із малим бюджетом, займається стрічками про Бетмена («Бетмен» — 1989; «Бетмен повертається» — 1992). «Бетмена» розглядають як один із найуспішніших фільмів всіх часів (він зібрав $ 250 млн у США та $ 400 млн у всьому світі), тому ця робота принесла режисерові незалежність та впливовість у Голлівуді. Про це свідчить і те, що фільм «Бетмен повертається» (1992), попри незадовільні оцінки Голлівуду, Бертон створює її відповідно своїм задумам.
У цей період Бертон укладає шлюб із відомим фотографом Л. Гейске (весілля відбулося 24 лютого 1989 року) проте союз видався нетривалим. Розлучення відбулося 31 грудня 1991 року.

### Період Лізи Мері («Едвард Руки-ножиці», «Ед Вуд»,«Марс атакує!»,«Сонна лощина»)
Більшість дослідників творчості Бертона відзначають визначну роль жінок на його творчість. Так само значно вплинула на творчість Тіма Бертона Ліза Мері, танцівниця стриптизу в минулому, художниця, з якою режисер зустрічався тривалий час. 1992 року вони були заручені та жили разом до 2001 року. Цей період вважається найпліднішим для митця. Бертон офіційно назвав Мері своєю Музою.
Під час цього періоду Бертон знайомиться із Джонні Деппом, актором, що почне постійно зніматися у стрічках Бертона та якого назвуть альтер-его режисера.
На зніманні фільму «Едвард Руки-ножиці» (1990) Бертон зближується із кумирами своєї юності — актором Вінсентом Прайсом, із яким він познайомився ще під час знімання «Вінсента» (у фільмі «Едвард Руки-ножиці» Прайс зіграв ексцентричного винахідника Едварда). Результатом дружби стають знімання документального фільму «Розмови із Вінсентом», які так і не було закінчено через смерть актора у 1993 році.
«Едвард Руки-ножиці» вважається одною з найкращих робіт Бертона.
У 2004 році до кінорежисера звернувся хореограф Метью Бурне з пропозицією створити балет «Едвад Руки-ножиці». 2005 року балет було поставлено, його побачили глядачі США, Канади, Австралії та деяких країн Європи.
Двічі Тім Бертон пробував себе як режисера рекламних роликів: у 1998 році для жувальної гумки Hollywood Gum — ролик «Садовий гном», у 2000 році — два ролики для годинникової компанії Timex «Кунґ-фу» та «Манекен». У ролику «Манекен» головну роль виконує Ліза Мері. Також вона знімалася в епізодичних ролях та ролях другого плану в усіх фільмах Бертона періоду 1994—2001 років та озвучувала деяких персонажів мультсеріалу «Стейнбой — хлопчик-пляма».
Також пише сценарії для своїх фільмів «Едвард Руки-ножиці», «Ед Вуд», мультфільмів «Жах перед Різдвом», «Труп нареченої».
Через тотальну завантаженість Бертон віддає ляльковий анімаційний мультфільм «Жах Перед Різдвом», створений за його ранніми віршами, іншому режисеру. Із часом робота набуває неабиякої популярності та вважається «візитною карткою» Тіма Бертона.
У 1994 виходить стрічка «Ед Вуд», що була знята з меншим масштабом та користується меншою популярністю.
У 1995 році виходить перше видання збірки інтерв'ю «Бертон про Бертона» американського кінокритика Марка Солсбері, що стало класичним та настільною книжкою фаната Бертона. Передмову для збірки написав Джонні Депп. Збірка постійно доповнюється та витримує численні перевидання.
Цей період життя Бертона відзначається також найбільшою кількістю незавершених робіт, що були або припинені або переходили до інших режисерів. Наприклад, «Мері Рейлі» (Стівен Фрірз продовжив працю над стрічкою), «Повернення Супермена», «Динозаври Атакують!» (відкладено). Також Бертон планував зняти свою дружину у класичному фільмі жахів Маріо Бава «Маска Демона» (за мотивами «Вій» Гоголя)
У 1996 році виходить фільм «Марс атакує!», у якому Тім Бертон знову співпрацює із Денні Ельфманом. Стрічку порівнювали із блокбастером «День Незалежності», що вийшов приблизно в той же час. Фільм завойовує більшу популярність за кордоном.
У 1997 році Бертон виступає як письменник: випустив книжку віршів для дітей із власними ілюстраціями «Сумна Смерть Хлопчика-Устриці».
Водночас дедалі більше Тім Бертон захоплюється медитативною практикою дзен, що допомагає йому пережити закриті проєкти. Також він схиляється до вегетаріанських дієт.
Бертон експериментує із широкоформатними та цифровими фотокамерами. Найчастіше об'єктом його знімання стає Ліза Мері.
У цьому ж році Бертон отримує пропозицію на участь у Каннському кінофестивалі як член журі.
У 1999 році виходить фільм «Сонна лощина», ще одна успішна робота кінорежисера містичного сюжету, в якому знімається його кохана Ліза Мері та Джонні Депп.
Із початку 2000-х режисер переїздить із Каліфорнії (США) до Лондона (Велика Британія).

### Період Бонем Картер («Планета мавп», «Велика риба»,«Чарлі і шоколадна фабрика»,«Труп нареченої»,«Свіні Тодд»,«9»)
У 2001 році Бертон починає працювати над рімейком фантастичного фільму 1968 року «Планета мавп». Він знайомиться з англійською акторкою Геленою Бонем Картер. Їх союз із Лізою Мері розпадається. За рішенням суду Тім Бертон виплачує своїй «екс-музі» 5,4 млн дол. Виплата суми була затримана на три роки за вини Бертона. Мері вимагала більше грошей, проте суд визнав правим режисера.
У жовтні він заручається із Геленою Бонем Картер.
Цього ж року в кінопрокат виходить фільм «Планета мавп», яка тільки в США збирає 180 млн дол. при бюджеті в 100 млн. Стрічку знято не в стилі, традиційному для Бертона. Це викликало дебати щодо того, чи справді цей фільм — продукт Бертона, чи він просто робив, що йому «наказували».
У 2002—2003 рр. раптово помирають обоє батьків режисера. А 4 жовтня 2003 року у нього народився син Біллі Рей. Це знайшло відбиття у фільмі «Велика Риба», що також вважається незвичним для Бертона. Попри те, що стрічка була номінована на чотири «Золотих глобуси» та «Оскар», критики почали говорити про кризу в творчості Бертона.
Проте такі домисли були розсіяні роботами «Чарлі і шоколадна фабрика» та «Труп нареченої», що з'явилися у 2005 році. У цьому ж році режисера номіновано на премію Оскар за «Труп нареченої».
У 2006 році пробує себе як кліпмейкер (робота «Кості» для гурта «The Killers».
У кінці жовтня 2006 року компанія Warner Bros. випускає мультфільм «Жах перед Різдвом» у стереоскопічному зображенні.
5 вересня 2007 року Бертон отримує спеціальну нагороду Венеціанського кінофестивалю — золотого лева за досягнення в житті та творчості. Тоді ж було оголошено День Бертона, під час якого було анонсовано 8-хвилинний уривок із нового фільму Бертона — «Свінні Тодд — демон-перукар із Фліт-стріт»
15 грудня 2007 року в родині Бертон — Бонем-Картер народжується друга дитина — донька Нелл.
Із 2007 року виступає як режисер фільму «Аліса у Дивокраї», а також режисер, продюсер, співавтор сюжету рімейку його власного фільму «Франкенвіні».
У 2008 році Бертон зробив заяву щодо весілля із Геленою Бонем Картер. Також пара продала свої апартаменти в Лос-Анджелесі (США) та остаточно оселилася у Великій Британії.
У жовтні 2008 року Бертона було відзначено нагородою Scream Awards за вклад у розвиток фільмів жаху.
У 2009 році вийшов мультфільм «9», у якому Бертон виступав як продюсер.

## Тім Бертон у Музеї сучасного мистецтва
Із 22 листопада 2009 року по 26 квітня 2010, у Музеї сучасного мистецтва в Нью-Йорку буде представлена ретроспектива, що включає в собі понад 700 малюнків, фотографій, костюмів, ляльок, макетів; аматорських та студентських відео, музичних кліпів, роликів, що розповідають про життя та творчість Тіма Бертона, вагома частина з яких раніше знаходилися в персональній колекції кінорежисера (тобто, не були представлені широкій публіці).

## «Аліса у Дивокраї»
У березні 2010 року відбулася прем'єра фільму «Аліса в країні див» Тіма Бертона, у якому знялися Джонні Депп, Гелена Бонем Картер, Алан Рікман, Крістофер Лі, які вже неодноразово співпрацювали з Бертоном (Крістофер Лі, зокрема, з'являвся в проєктах «Сонна лощина», «Чарлі і шоколадна фабрика» та «Труп нареченої», Алана Рікмана можна побачити у фільмі «Свіні Тодд»).

## «Похмурі тіні»
Прем'єра кінофільму відбулася в Україні 10 травня 2012 року.

## Майбутні проєкти
У травні 2010 року кіностудія DreamWorks викупила права на знімання фільму за грою «Монстрокаліпсис». Тіма Бертона запрошено до цього проєкту як режисера. Сценарій фільму пише Джон Огаст, що вже працював із Бертоном над проєктами «Велика риба», «Чарлі і шоколадна фабрика», «Труп нареченої». Фільм у форматі 3D має вийти в 2012 році.

### Спляча Красуня
Дісней підтвердив, що почалася робота над створенням нової «Сплячої Красуні» спільно із Тімом Бертоном.
Після великого успіху «Аліси» Бертон береться за створення нової версії традиційної казки Шарль Перро та Братів Грімм «Спляча Красуня». Деталі не повідомлялися, втім відомо, що сценарій для фільму писатиме Лінда Вулвертон, яка працювала над сценарієм «Аліси». На роль злої чаклунки Маліфіценти запрошено Анджеліну Джолі.

## Тім Бертон і Джонні Депп
Джонні Депп — актор, що зіграв головні ролі в багатьох фільмах Тіма Бертона, а також друг кінорежисера, хрещений батько його дітей.

Джонні Депп про Тіма Бертона у книзі «Бертон про Бертона»:
|  | У Тіма завжди було унікальне бачення, що виходить за межі будь-яких очікувань. Якщо б Тім захотів відзняти п'ять з половиною тисяч кілометрів плівки, де мені б протягом трьох місяців, не кліпаючи, довелося би дивитися на електричну лампочку, що горить, я би погодився |

## Фільмографія

Кадр із кліпу The Killers «Bones»

Кадр із кліпу The Killers «Bones»

### Режисер
- 1971 — Острів доктора Агора / The Island of Doctor Agor
- 1976 — Гудіні / Houdini: The Untold Story
- 1978 — Ласкаво просимо до моїх жахів / Welcome To My Nightmare
- 1979 — Слідами монстра-селери / Stalk of the Celery
- 1979 — Згубний лікар / Doctor of Doom
- 1982 — Вінсент / Vincent
- 1982 — Луау — вечірка по-гавайськи / Luau
- 1982 — Гензель і Гретель / Hansel and Gretel
- 1984 — Френкенвіні / Frankenweenie
- 1985 — Велика пригода Пі-Ві / Pee-wee's Big Adventure
- 1986 — Алладін і його чарівна лампа / Aladdin and His Wonderful Lamp
- 1986 — Горщик / Alfred Hitchcock Presents — The Jar
- 1988 — Бітлджус / Beetlejuice
- 1989 — Бетмен / Batman
- 1990 — Едвард Руки-ножиці / Edward Scissorhands
- 1990 — Розмови із Вінсентом / Conversations with Vincent (документальний фільм) (не закінчено)
- 1992 — Бетмен повертається / Batman Returns
- 1994 — Ед Вуд / Ed Wood
- 1996 — Марс атакує! / Mars Attacks!
- 1999 — Сонна лощина / Sleepy Hollow
- 2000 — Хлопчик-пляма та його світ / The World of Stainboy
- 2001 — Планета мавп / Planet Of The Apes
- 2003 — Велика риба / Big Fish
- 2005 — Чарлі і шоколадна фабрика/ Charlie and the Chocolate Factory
- 2005 — Труп нареченої / Corpse Bride
- 2006 — Кістки / Bones (музичний відеокліп на роботу гурту The Killers
- 2007 — Свіні Тодд: демон-перукар із Фліт-стріт / Sweeney Todd: The Demon Barber of Fleet Street
- 2010 — Аліса у Дивокраї / Alice in Wonderland
- 2011 — Франкенвіні / Frankenweenie
- 2011 — Похмурі тіні / Dark Shadows
- 2014 — Великі очі / Big Eyes
- 2016 — Дім дивних дітей міс Перегрін / Miss Peregrine's Home for Peculiar Children
- 2019 — Дамбо / Dumbo
- 2022 — Венздей / Wednesday
- 2024 — Бітлджус 2 / Beetlejuice 2

### Актор
- 1971 — Острів доктора Агора / The Island of Doctor Agor — Істота
- 1976 — Гудіні / Houdini: The Untold Story — Гудіні
- 1979 — Нищівний лікар / Doctor of Doom
- 1982 — Луау — вечірка по-гавайські / Luau — Надістота та Морті
- 1991 — Без пари / Singles — Браян
- 1992 — Гоффа / Hoffa
- 2012 — Люди в чорному 3 / Men in Black 3 — Іншопланетянин на телевізійних моніторах
- 2016 — Дім дивних дітей міс Перегрін / Miss Peregrine's Home for Peculiar Children — Пасажир на атракціоні

### Аніматор
- 1978 — Ласкаво просимо до моїх жахів / Welcome To My Nightmare
- 1978 — Володар перснів / Lord of the Rings
- 1979 — Слідами монстра-селери / Stalk of the Celery
- 1981 — Лис і мисливський пес / The Fox and the Hound
- 1982 — Вінсент / Vincent
- 1982 — Трон / Tron
- 1992 — Доманшій пес / Family Dog
- 1993 — Жах перед Різдвом / The Nightmare Before Christmas
- 2000 — Хлопчик-пляма та його світ / The World of Stainboy

### Сценарист
- 1971 — Острів доктора Агора / The Island of Doctor Agor
- 1976 — Гудіні / Houdini: The Untold Story
- 1979 — Слідами монстра-селери / Stalk of the Celery
- 1979 — Нищівний лікар / Doctor of Doom
- 1982 — Вінсент / Vincent
- 1982 — Луау — вечірка по-гавайськи / Luau
- 1982 — Гензель і Гретель / Hansel and Gretel
- 1984 — Френкенвіні / Frankenweenie
- 1988 — Бітлджус / Beetlejuice
- 1990 — Едвард Руки-ножиці / Edward Scissorhands
- 1993 — Жах перед Різдвом / The Nightmare Before Christmas
- 2000 — Хлопчик-пляма та його світ / The World of Stainboy
- 2000 — Загублені в країні Оз / Lost in Oz
- 2011 — Френкенвіні / Frankenweenie

### Продюсер
- 1979 — Слідами монстра-селери / Stalk of the Celery
- 1982 — Луау — вечірка по-гавайськи / Luau
- 1990 — Едвард Руки-ножиці / Edward Scissorhands
- 1990 — Бітлджус / Beetlejuice
- 1992 — Домашній пес / Family Dog
- 1992 — Бетмен повертається / Batman Returns
- 1993 — Жах перед Різдвом / The Nightmare Before Christmas
- 1994 — Ед Вуд / Ed Wood
- 1994 — Юнга / Cabin Boy
- 1995 — Бетмен назавжди / Batman Forever
- 1996 — Марс атакує! / Mars Attacks!
- 1996 — Джеймс і гігантський персик / James and the Giant Peach !
- 2000 — Хлопчик-пляма та його світ / The World of Stainboy
- 2000 — Загублені в країні Оз / Lost in Oz
- 2005 — Труп нареченої / Corpse Bride
- 2009 — 9 / 9
- 2010 — Аліса у Дивокраї / Alice in Wonderland
- 2011 — Франкенвіні (мультфільм) / Frankenweenie
- 2012 — Президент Лінкольн: Мисливець на вампірів / Abraham Lincoln: Vampire Hunter
- 2016 — Аліса в Задзеркаллі / Alice Through the Looking Glass]]

### Письменник
- 1987 — Жах перед Різдвом / The Nightmare Before Christmas
- 1997 — Сумна смерть хлопчика — устриці / The Melancholy Death of Oyster Boy and Other Stories

## Факти
- Іноді в біографіях до книжок Бертона зустрічається рік народження автора 1960 рік. Це є помилкою, Тім Бертон вже неодноразово вибачався за це.
- Специфічною рисою стрічок Бертона є наявність у них невеликих собак. У самого режисера під час його відносин із Лізою Мері було два чіхуахуа. Під час розлучення один з них помер, інший залишився із Лізою.
- У вступних та заключних титрах фільмів Бертон часто показує пугачів, різноманітні механізми, конвеєри, снігопад, що стало його трендмаркою.
- Схильний знімати одних і тих самих акторів у своїх фільмах. За словами Гелени Бонем Картер, попри те, що вони заручені, Тім ухвалює її на роль тільки якщо вона ідеально підходить до неї.[8]
- У 2007 році був відзначений журналом Entertainment Weekly (названий 49-тим з 50-ти найвеличніших кінорежисерів та є наймолодшим у цьому списку).
- Режисер є великим фанатом Боллівуду
- Стосунки Тіма Бетона із Лізою Мері тривали дев'ять з половиною років
- Перші слова, що сказав Бертон при знайомстві із Геленою Бонем Картер: «Вам неодмінно слід зіграти мавпу».
- Після початку відносин із Геленою Бонем Картер поєднав їх сусідні будинки за допомогою підземного тунелю.
- Бертон не полюбляє розчісуватися і робить це вкрай рідко
- Зазвичай вдягається у чорне. Обирає одяг, східний за тоном. На людях часто з'являється у смугастих панчохах. Обирає чорні краватки із зображенням черепів та схрещених кісток.
- У жовтні 2013 був помічений за зрадою Гелені Бонем Картер з таємничою білявкою

## Нагороди
- Золотий глобус — 2008 в кіно|2008]] рік (номінація «Найкращий режисер» за фільм «Свіні Тодд»)
- Золотий лев за внесок у світовий кінематограф — 2007 рік (Венеційський кінофестиваль)
- Оскар — 2006 рік (Номінація «Найкращий анімаційний фільм» за «Труп нареченої»)
- Нагорода «Future Film Festival Digital Award» за анімаційний фільм «Труп нареченої» — 2005 (Венеційський кінофестиваль)
- Премія імені Девіда Ліна за досягнення в режисурі за фільм «Велика риба» — 2004 рік (нагорода Британської академії)
- Золота пальмова гілка — 1995 рік за фільм «Ед Вуд»